# Shifting Skin
Shifting Skin è il primo album in studio del gruppo musicale statunitense On, progetto parallelo di Ken Andrews dei Failure, pubblicato l'11 aprile 2000 dalla Epic Records.

## Descrizione
Il disco è stato concepito mentre Andrews si trovava alle prese con una depressione scatenata dallo scioglimento del gruppo di cui era frontman, i Failure. La svolta è avvenuta quando mentre si trovava in visita ad un negozio di strumenti musicali ha acquistato il suo primo sintetizzatore, seguito da molti altri utilizzati durante la produzione. L'approccio con un nuovo modo di realizzare musica, non più basato sulla chitarra elettrica, ha permesso ad Andrews di tornare a comporre musica, in un processo che ha definito «terapeutico e gioioso».
Musicalmente, il risultato di questo processo creativo è quello di un album influenzato pesantemente dall'utilizzo di sintetizzatore e drum machine e dal pop, che paragonato alla produzione dei Failure risulta molto più accessibile ed allegro. Tuttavia, non sono del tutto abbandonate le sonorità alternative rock, per via dei richiami alla new wave presenti (The Cars, The Cure e Depeche Mode).
Shifting Skin non è stato promosso da alcun singolo commerciale, mentre i brani Slingshot e Soluble Words sono stati diffusi a carattere esclusivamente promozionale; per quest'ultimo sono stati realizzati dei remix tra i quali spicca la reinterpretazione di Martin Gore dei sopracitati Depeche Mode.

## Tracce
Testi e musiche di Ken Andrews.
1. C'mon Collapse – 3:12
2. Slingshot – 2:54
3. Soluble Words – 4:35
4. If I Get to Feel You – 3:21
5. Shifting Skin – 2:59
6. Perfect Imposter – 4:21
7. Avalanche – 4:39
8. Feel at Home – 4:17
9. Paper Thin Soul – 3:12
10. Building... – 4:43
11. Pick Up – 3:56

## Formazione
Hanno partecipato alle registrazioni, secondo le note di copertina:
Musicisti
- Ken Andrews – voce, strumentazione
- Jeff Turzo – programmazione drum machine (tracce 1 e 2), programmazione drum machien aggiuntiva (tracce 3, 4 e 10)
- Matt Mahaffey – programmazione drum machine (tracce 5 e 6), tastiera aggiuntiva (tracce 5, 6 e 7)
- David Campbell – arrangiamento strumenti ad arco e viola (tracce 1, 3, 8 e 10)
- Larry Corbet – violoncello (tracce 1, 3, 8 e 10)
- Justin Meldal-Johnsen – basso (traccia 2)
- Pete McNeal – batteria (traccia 7)
- Brad Laner – batteria (traccia 8)

Produzione
- Ken Andrews – produzione, missaggio, ingeneria del suono
- Tom Baker – mastering